# Chung Won-shik
Chung Won-shik (Contea di Chaeryong, 5 agosto 1928 – 12 aprile 2020) è stato un politico e militare sudcoreano.

## Biografia
Dal 1951 al 1955, fu ufficiale del Daehanminguk Yuk-gun. Fu primo ministro ad interim della repubblica di Corea (su nomina del predecessore Ro Jai-bong) - dal 24 maggio 1991 al 7 luglio 1991 e, successivamente, dall'8 luglio 1991 all'8 ottobre 1992.
È morto, per una malattia renale cronica, il 12 aprile 2020, all'età di 91 anni.